# 星型引擎

5气缸星型引擎的動作

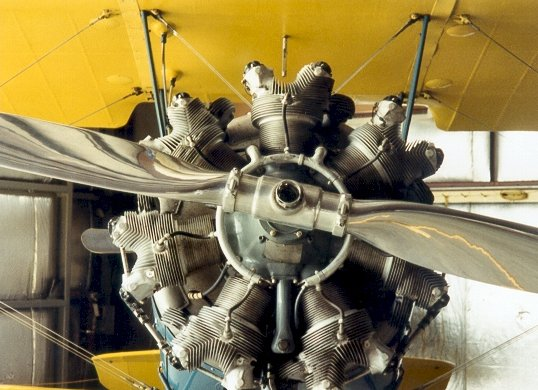
航空飞机的头部装備这种星型引擎

星型发动机运动原理图

星型发动机（英語：radial engine）是一种气缸环绕曲轴排列的一种往复式内燃机。在涡轮发动机出现之前，绝大多数大型飞机的发动机都采用星型设计。其相較於V型汽缸引擎更有利於氣冷，但阻力較大。
在星型发动机中，活塞通过一根主连杆连接到曲轴上。在右图中，最上方的活塞连接的连杆即为主连杆。其它活塞的连杆则被称为活节式连杆，它们通过梢孔连接在主连杆中央位置的环上。